# Station Langwith-Whaley Thorns
Langwith-Whaley Thorns is een spoorwegstation van National Rail in Nether Langwith, Bolsover in Engeland. Het station is eigendom van Network Rail en wordt beheerd door East Midlands Railway. Het station is geopend in 1998.